# Magnus von Platen

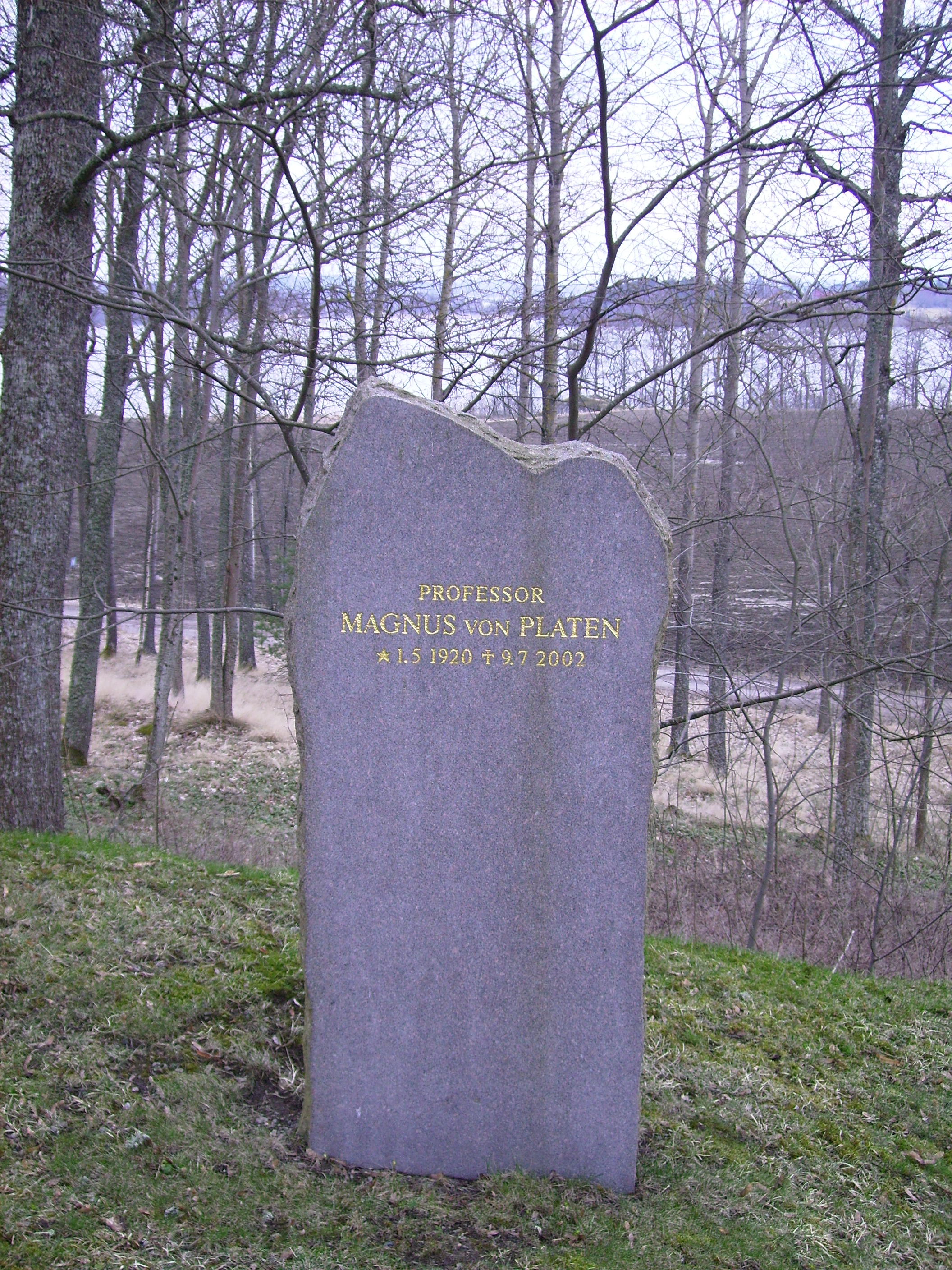
Gravvård på Björnlunda kyrkogård. I bakgrunden Kyrksjön.

Johan Magnus Gustafsson von Platen, född 1 maj 1920 i Malmö, död 9 juli 2002 i Stockholm, var en svensk litteraturvetare och författare.

## Biografi
Magnus von Platen var son till majoren friherre Gösta von Platen och Stina Hjorth samt bror till ambassadören Carl Henrik von Platen och chefredaktören Gustaf von Platen. Han gifte sig 1952 med förlagsredaktören Karin Göransson (1921–2013), dotter till lantbrukare Carl Göransson och Lydia Göransson.
År 1954 disputerade von Platen  vid Stockholms högskola på avhandlingen Johan Runius. Mellan 1955 och 1969 var han docent vid Stockholms högskola, efter 1960 Stockholms universitet). År 1969 utnämndes von Platen till den första professorn i litteraturvetenskap vid Umeå universitet, en tjänst han upprätthöll till sin pensionering 1985.